# Свети Томаж (Шкофја Лока)
Свети Томаж (словен. Sveti Tomaž) је насељено место у општини Шкофја Лока, Горењска регија, Словенија.

## Историја
До територијалне реорганизације у Словенији био је у саставу старе општине Шкофја Лока.

## Становништво
У попису становништва из 2011. године, Свети Томаж је имао 53 становника.
| Број становника према пописима | Број становника према пописима | Број становника према пописима |
| ------------------------------ | ------------------------------ | ------------------------------ |
| 1991                           | 2002                           | 2011                           |
| 34                             | 55                             | 53                             |

Напомена: Од 1955. до 2000. исказивано под именом Томаж над Прапротнем.

## Галерија
- зимски пејзаж
- сеоске куће
- панорама
- пут до цркве